# Avi del Barça

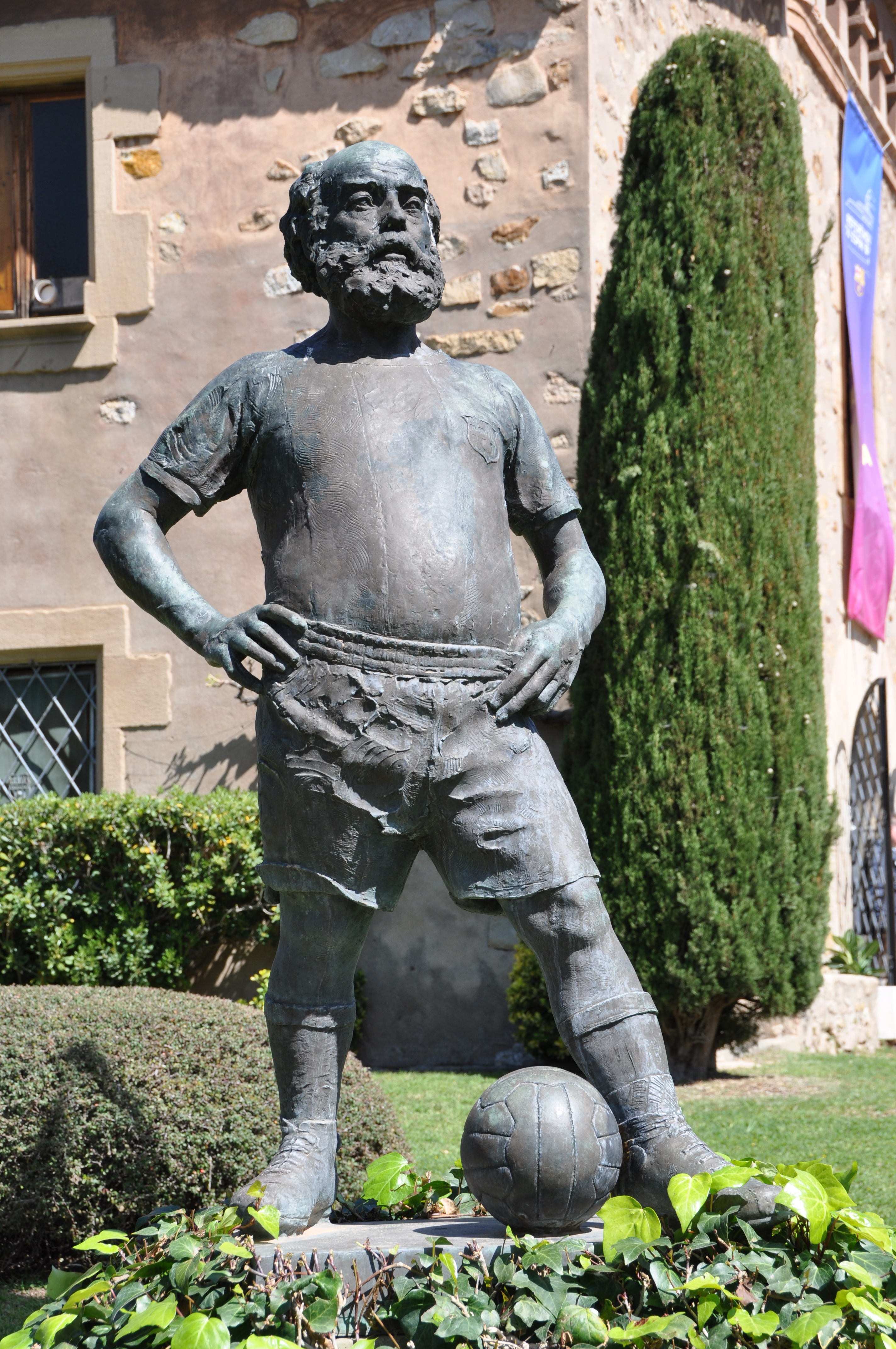
Rzeźba 'Avi del Barça' stworzona przez Josepa Viladomata

Avi del Barça (Dziadek Barçy) lub Avi Barça (Dziadek Barça) to postać stworzona przez rysownika Valentíego Castanysa, która symbolizuje hiszpański klub FC Barcelona. Postać po raz pierwszy pojawiła się w magazynie El Xut 29 października 1924.

## Joan Casals
Od 1984 roku 'Avi Del Barça' nazywany jest Joan Casals, członek Penya Blaugrana de Guardiola de Berguedà. W 1992 socio obiecał, że jeśli piłkarze FC Barcelony ponownie sięgną po Puchar Europy, to zgoli swoją brodę. W czerwcu 2006, po zwycięstwie Barcelony na Arsenalem Londyn w finale Ligi Mistrzów, Casals zgolił brodę, którą nosił przez 30 lat.